# Gmina Sędziszów Małopolski
Die Gmina Sędziszów Małopolski ist eine Stadt-und-Land-Gemeinde im Powiat Ropczycko-Sędziszowski der Woiwodschaft Karpatenvorland in Polen. Ihr Sitz ist die gleichnamige Stadt mit etwa 7500 Einwohnern.

## Gliederung
Zur Stadt-und-Land-Gemeinde (gmina miejsko-wiejska) gehören neben der Stadt Sędziszów Małopolski folgende 14 Ortschaften mit einem Schulzenamt:
Będziemyśl
Boreczek
Borek Wielki
Cierpisz
Czarna Sędziszowska
Góra Ropczycka
Kawęczyn
Klęczany
Krzywa
Ruda
Szkodna
Wolica Ługowa
Wolica Piaskowa
Zagorzyce
Weitere Ortschaften der Gemeinde sind Bukowina, Kawęczyn Sędziszowski, Zagorzyce Dolne und Zagorzyce Górne.

## Persönlichkeiten
- Piotr Przydział (* 1974), polnischer Radrennfahrer.